# Кампания в долине Шенандоа (1864)
Кампания в долине Шенандоа (Valley Campaign) в 1864 году была операцией в ходе Гражданской войны в США. Она проходила в долине Шенандоа (штата Вирджиния) с мая по октябрь 1864 года. Традиционно весь период делится на три отдельные кампании. Хронологически кампания совпадает с битвой за Атланту и с наступлением Гранта на Ричмонд.

## Предыстория
В начале 1864 года Улис Грант был повышен до генерал-лейтенанта и стал главнокомандующим федеральной армией. Он разместил свой штаб при Потомакской армии при том, что Мид остался командиром этой армии. Шерман стал командовать всеми армиями на Западе. Он разработал план наступления на Конфедерацию со всех сторон: Мид и Батлер должны были наступать на Ричмонд, Франц Зигель - наступать на юг через долину Шенандоа, Шерман - наступать через Джорджию на Атланту, а Бэнкс - захватить Мобил в Алабаме. Армия Зигеля в долине Шенандоа должна была прикрывать правый фланг Гранта во время его Оверлендской кампании.

## Линчбергская кампания
Кампания началась вторжением отряда генерала Франца Зигеля в долину Шенандоа. В его распоряжении имелось 10 000 человек, которым было приказано подняться вверх по долине и разрушить железнодорожный узел в Линчберге. Генерал-южанин Джон Брекинридж сумел собрать 4000 солдат для отражения этого наступления. К этому отряду добавился отряд кадетов Вирджинского Военного Института, многие из которых были первокурсниками. А армии встретились 15 мая 1864 года в сражении при Нью-Маркет. Отряд Зигеля был разбит и отступил к Страстбергу. 21 мая Зигель был отстранен от командования и на его место назначили Дэвида Хантера, который 12 июня разрушил здание Вирджинского военного института в Лексингтоне в виде мести за Нью-Маркет.
Возобновив наступление в долине, Хантер 5 июня встретил  отряд южан Уильяма Джонса и разбил его в сражении при Пьедмонте, захватив в плен около 1000 человек. Продолжая двигаться на юг, он занял Лексингтон и двинулся на Линчберг. Между тем к Линчбергу подошёл отряд генерала Джубала Эрли. У Хантера было 16 000 против 14 000, но он решил, что противник значительно превосходит его по численности и, после небольшой перестрелки у Линчберга, начал отступать. Это позволило Эрли начать наступление на север.